# Quercia delle Streghe

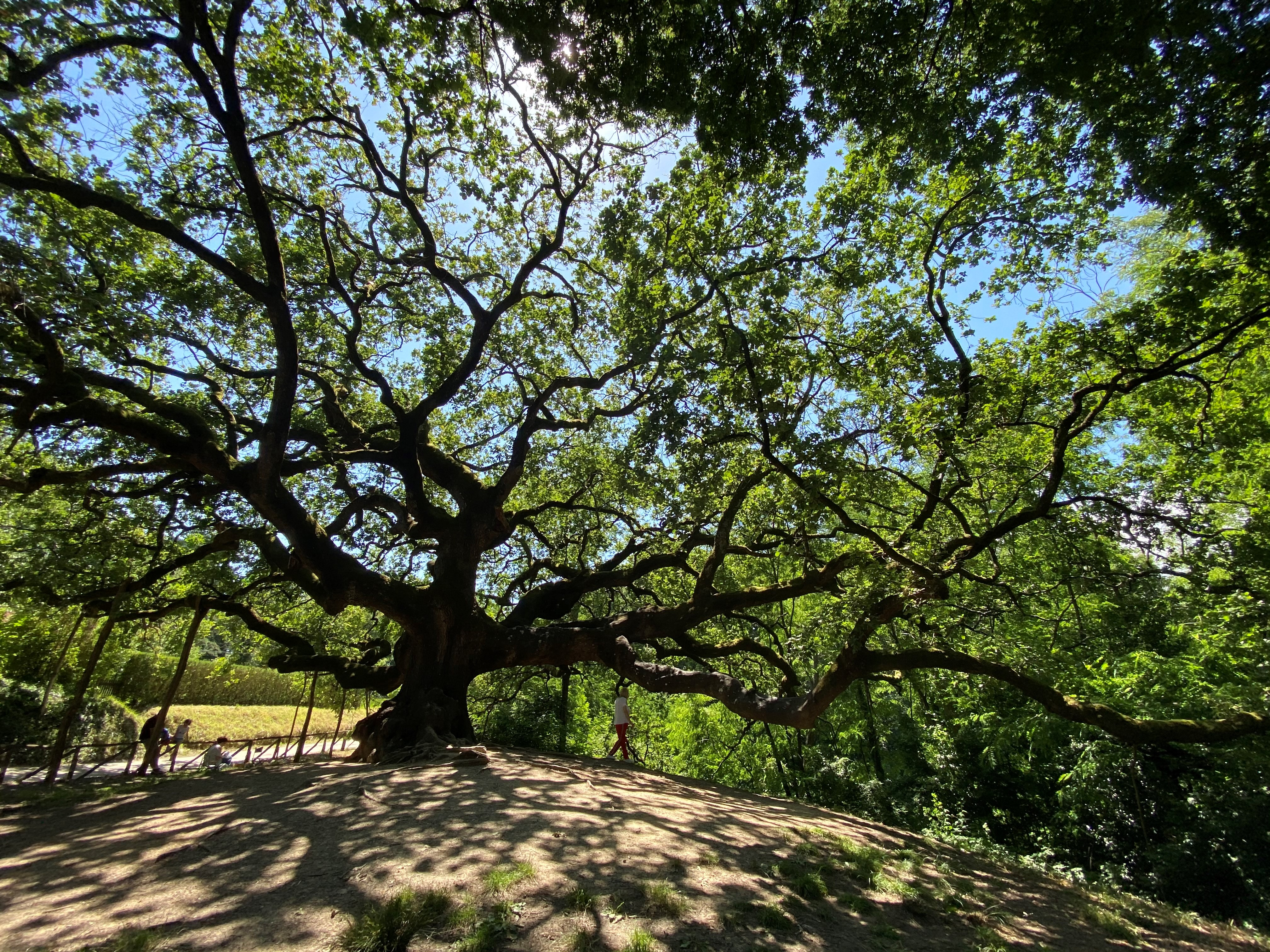

La Quercia delle Streghe (o Farnia delle Streghe) è un albero monumentale di Capannori, in provincia di Lucca. Si tratta di un esemplare di roverella (Quercus pubescens) una delle specie di quercia più diffusa in Italia.
La Quercia delle Streghe è situata nel parco di villa Carrara a Gragnano, frazione di Capannori, in località San Martino in Colle.
Il possente albero vanta una età approssimativa di 600 anni. Esso presenta un'altezza di 15 metri (secondo altre fonti 24 metri), un tronco dalla circonferenza di circa 4 metri ed una chioma di oltre 40 metri di diametro, misure che consentono alla Quercia di essere classificata seconda in Toscana per dimensioni. La particolarità di questa pianta è la tendenza ad espandere la chioma in direzione parallela al terreno, cosa non comune in questa specie.

## Storia
La Quercia delle Streghe versa attualmente in buone condizioni, nonostante alcune brutte avventure capitate negli anni.
Innanzi tutto, nei primi anni del secolo scorso, alcuni vandali spezzarono alcuni rami sedendovici sopra. Successivamente, durante la seconda guerra mondiale, la quercia fu individuata dagli occupatori nazisti come legna da ardere, ma poi il progetto di abbattere l'albero monumentale fortunatamente sfumò grazie alla mobilitazione degli abitanti di San Martino in Colle. In seguito negli anni Sessanta l'albero fu colpito da un fulmine che gli causò importanti danni. Negli ultimi anni ha subito danneggiamenti delle radici per colpa dei troppi turisti che hanno calpestato il terreno intorno alla pianta ed è stata colonizzata da insetti infestanti che nidificano all'interno del tronco.

## Leggende
Si narra che la espansione della chioma in senso orizzontale sia dovuta al fatto che un gruppo di streghe solesse tenere i loro sabba sui rami della Quercia, da cui il nome Quercia delle Streghe e che questo abbia causato tale insolito sviluppo dei rami.
Un'altra leggenda vuole che questa Quercia sia quella sulla quale il burattino Pinocchio venne impiccato dagli assassini, che lo volevano derubare, nel famoso episodio del racconto de Le avventure di Pinocchio. Storia di un burattino di Carlo Collodi. Il paese di Collodi, che diede i natali alla madre del celebre scrittore, nato invece a Firenze, infatti non si trova molto distante.